# Břetětice
Břetětice (německy Bretietitz) jsou malá vesnice, část obce Petrovice u Sušice v okrese Klatovy v Plzeňském kraji. Nachází se asi 3,5 kilometru severně od Petrovic u Sušice. Je zde evidováno 20 adres. V roce 2011 zde trvale žilo 26 obyvatel.
Břetětice je také název katastrálního území o rozloze 1,96 km2.

## Historie
První písemná zmínka o vesnici pochází z roku 1428.

## Obyvatelstvo
| Rok            | 1869 | 1880 | 1890 | 1900 | 1910 | 1921 | 1930 | 1950 | 1961 | 1970 | 1980 | 1991 | 2001 | 2011 | 2021 |
| -------------- | ---- | ---- | ---- | ---- | ---- | ---- | ---- | ---- | ---- | ---- | ---- | ---- | ---- | ---- | ---- |
| Počet obyvatel | 117  | 114  | 128  | 110  | 85   | 87   | 80   | 46   | 50   | 45   | 40   | 26   | 26   | 26   | 30   |
| Počet domů     | 16   | 17   | 17   | 17   | 17   | 16   | 15   | 12   | 12   | 10   | 10   | 11   | 12   | 12   | 14   |

## Obecní správa
Při sčítání lidu v letech 1850–1975 Břetětice byly osadou obce Odolenov, se kterým patřily nejprve do okresu Sušice, ale od roku 1960 v okrese Klatovy. Od 1. ledna 1976 jsou částí obce Petrovice u Sušice v okrese Klatovy.

## Galerie

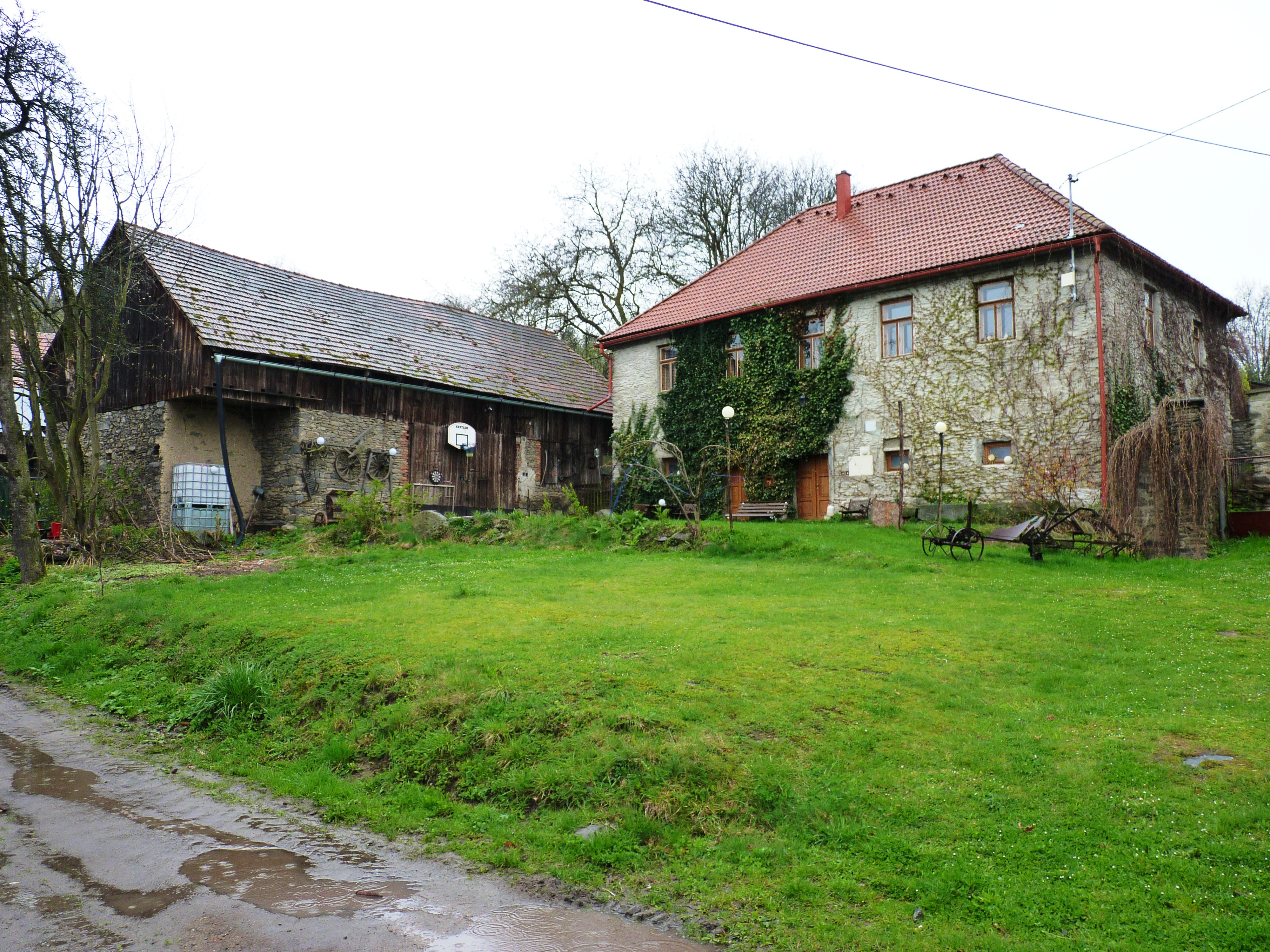
Dům
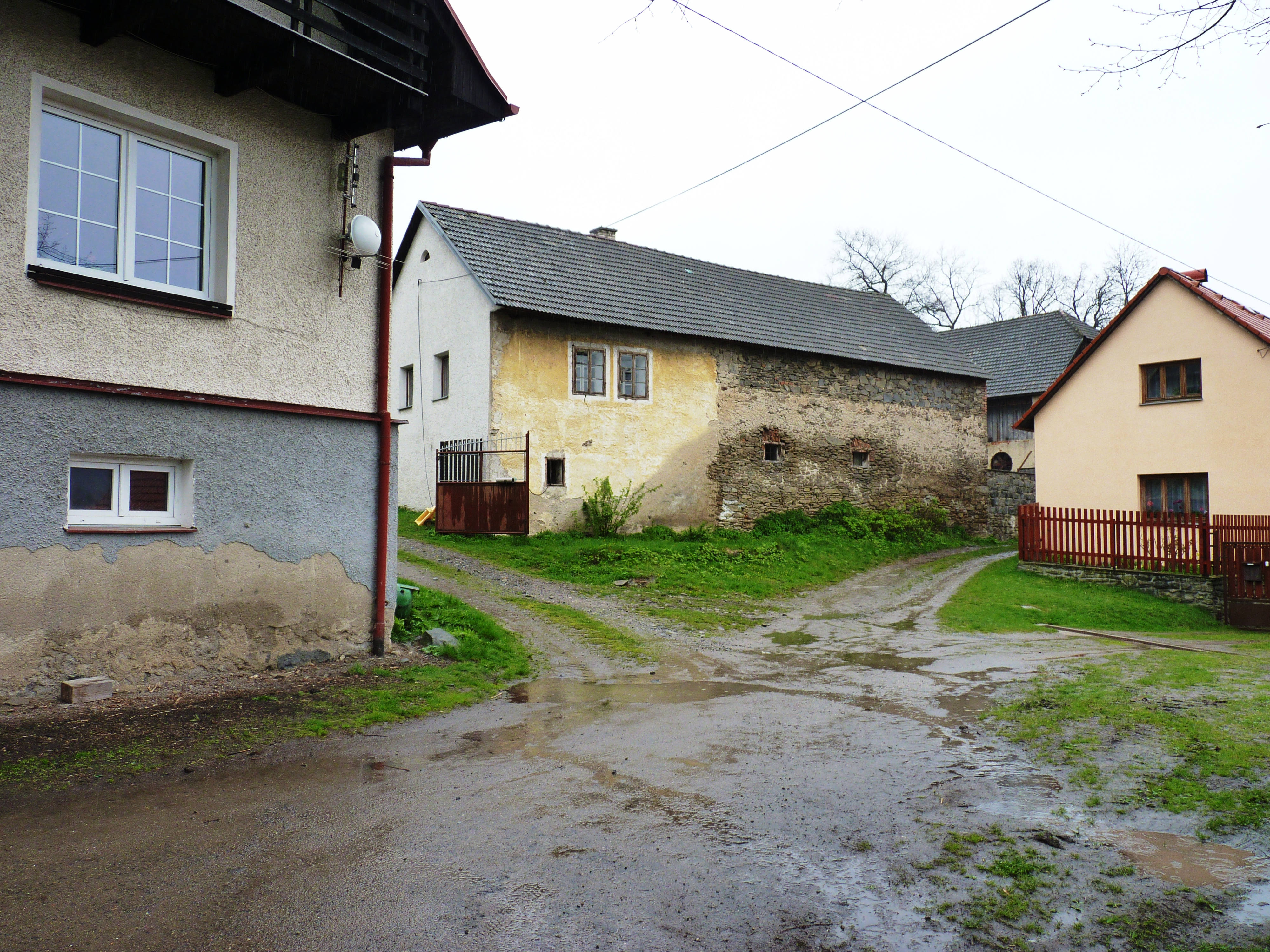
Domy na rozcestí
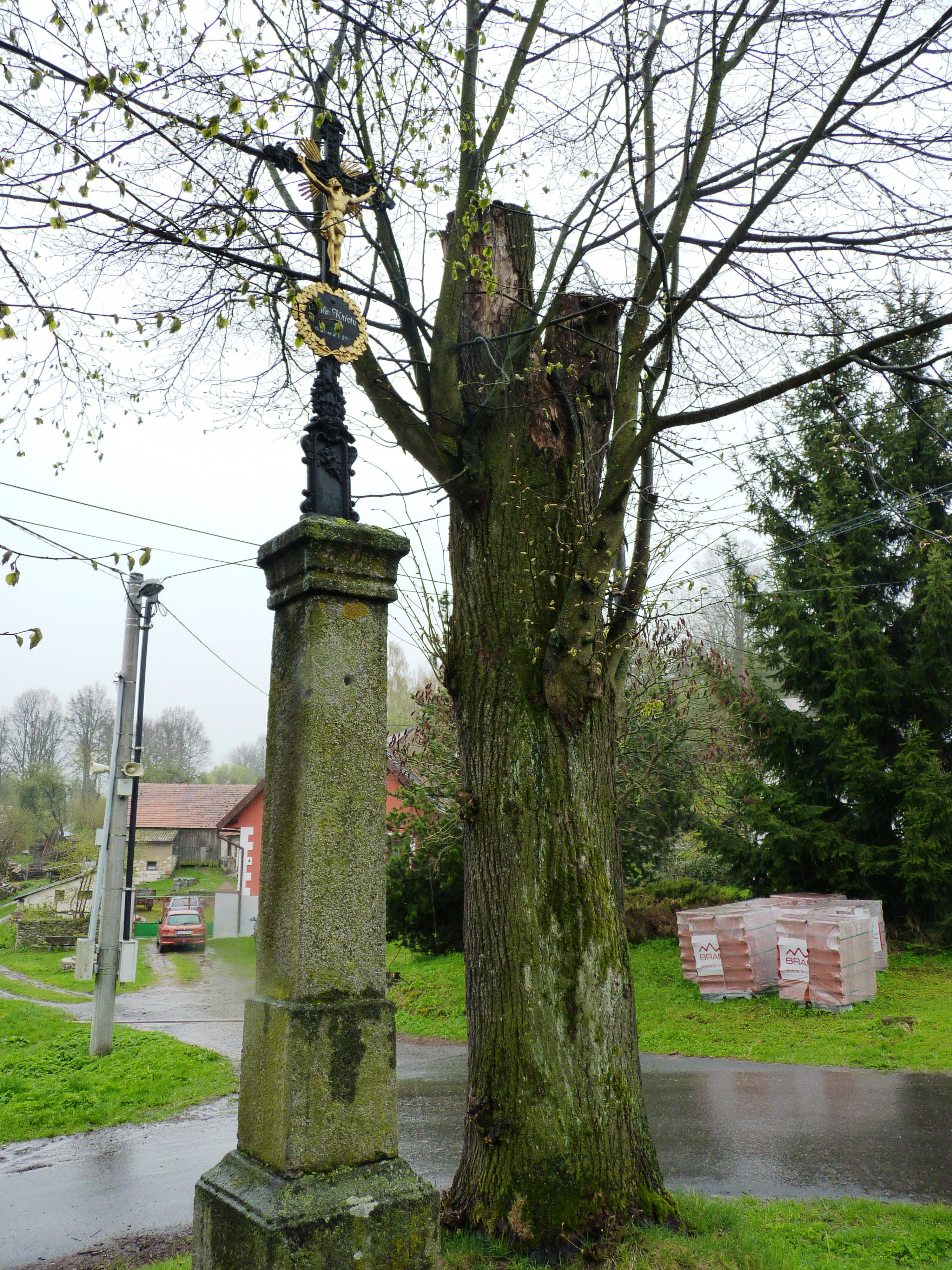
Boží muka